# Луис и Харис
Луис и Харис (енгл. Lewis and Harris) је једно од Британских острва које припада Уједињеном Краљевству, односно Шкотској. Налази се у Атлантском океану и део је ужег архипелага Спољашњи Хебриди. Површина острва износи 2,179 km² и оно је треће по величини међу Британским острвима после Велике Британије и Ирске. Према попису из 2001. на острву је живело 19.918 становника.